# Snöslottet i Kemi

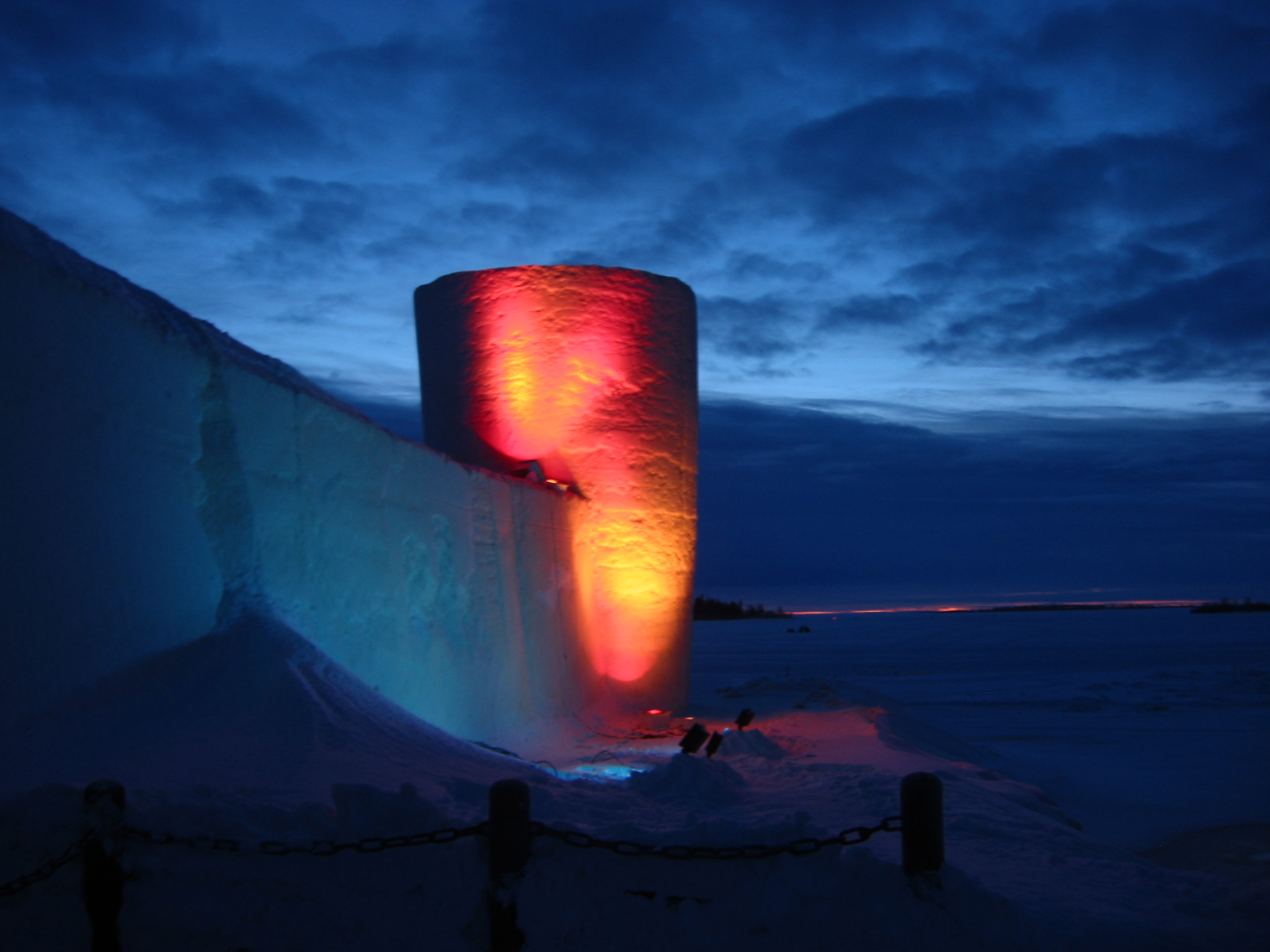
Slottets utsida 2006

Snöslottet i Kemi (finska: Kemin lumilinna) är världens största borgliknande byggnad som är gjord av snö och is. Det byggs sedan 1996 varje år på nytt med varierande utseende. Konstruktionen är ungefär 400 meter lång och delar brukas som ishotell.
Den första borgen hade en längd av 1100 meter och 30 000 kubikmeter snö betydlig större. Den finansierades av UNICEF och var tillägnad världens barn. Borgen upptogs i Guinness rekordbok som världens största snöbyggnad. Konstruktionen står på Kemis handelstorg. Mellan nyår och april hålls olika evenemang vid snöslottet som en tävling där isskulpturer uppförs, konstutställningar och karneval.
Hotellet har vanligen två våningar och innanför ligger temperaturen vid -5 °C. Gästerna får särskilda sovsäckar för natten.

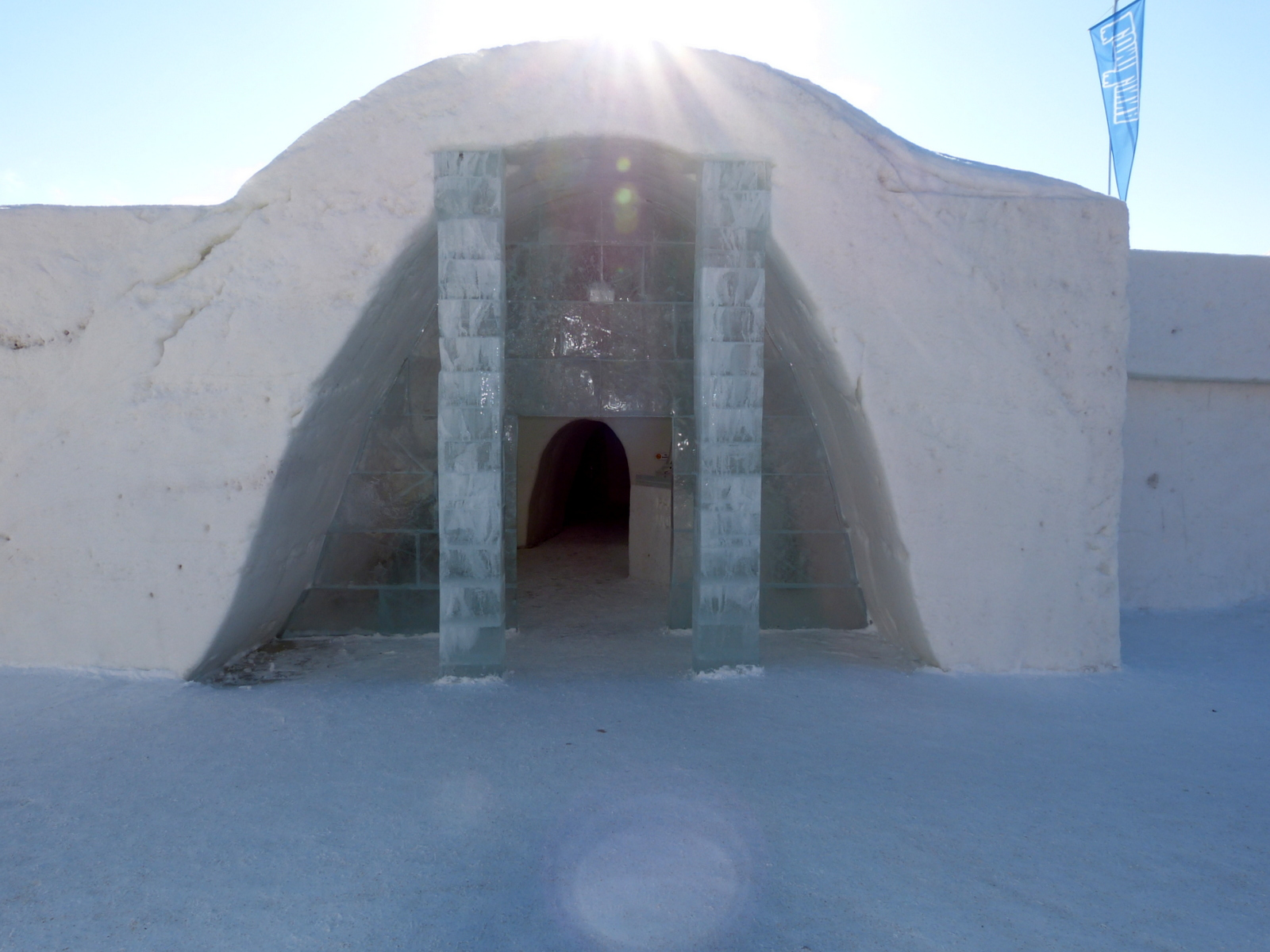
Ingången 2012
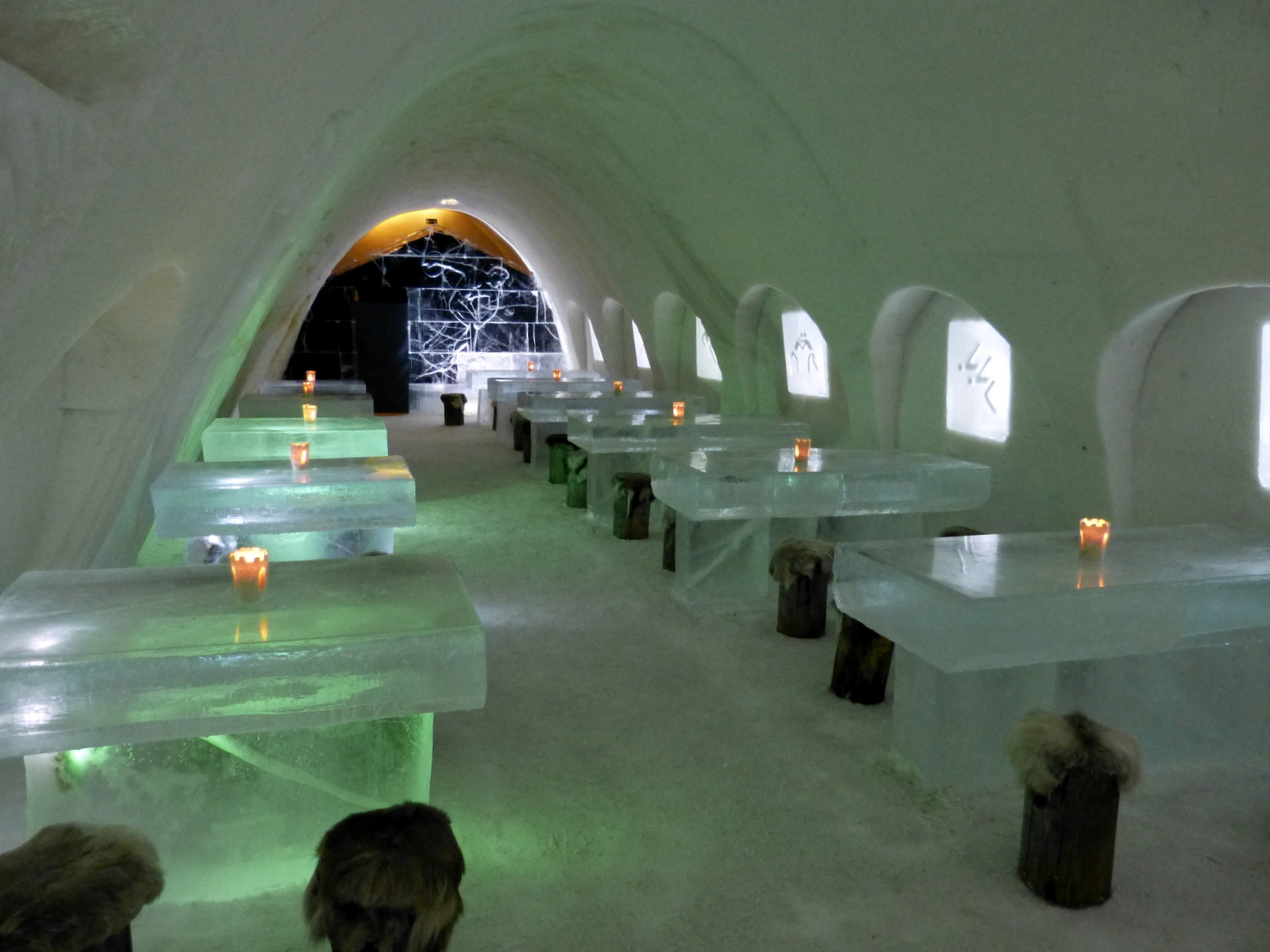
Matsalen 2012
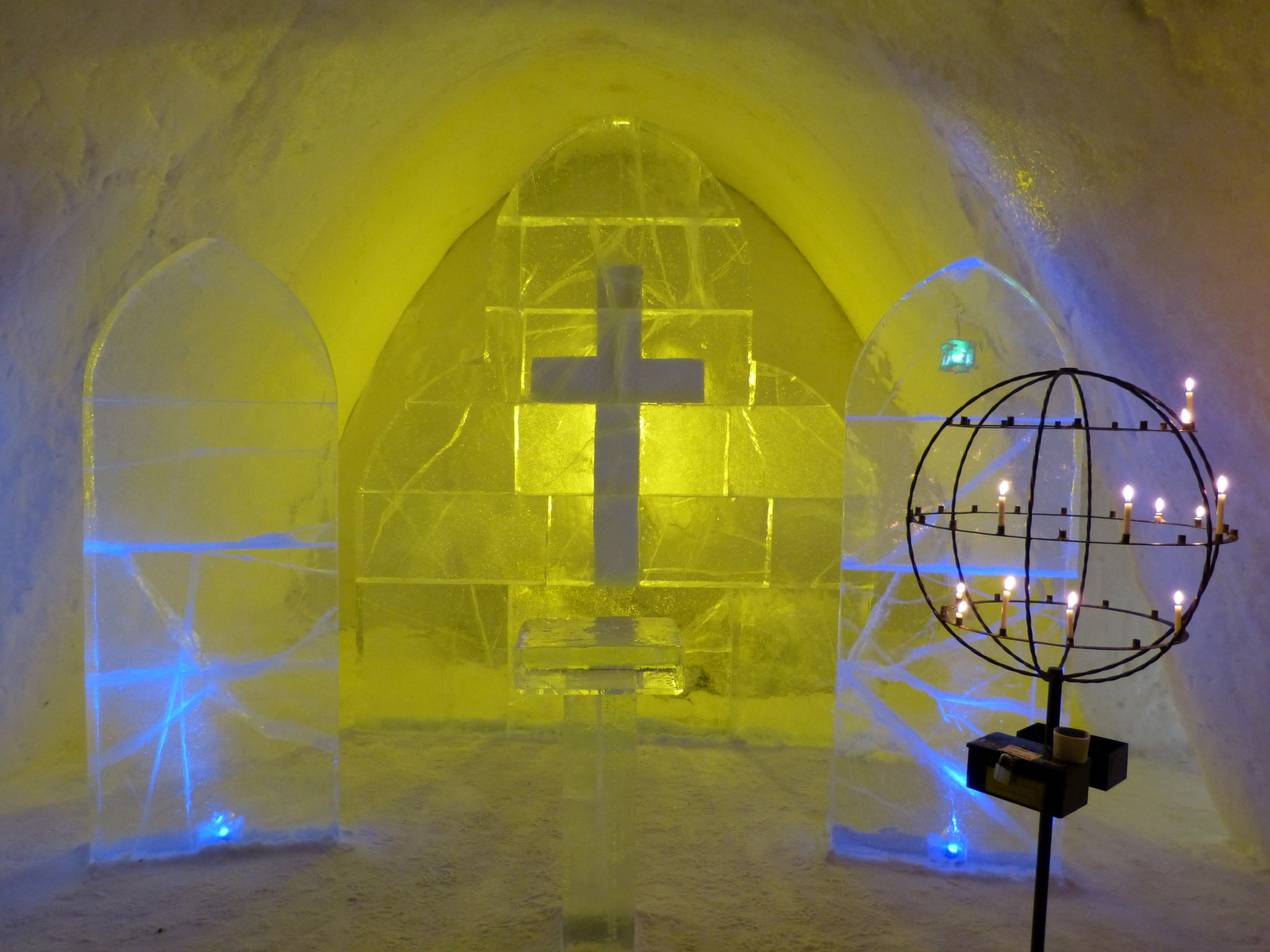
Del av kapellet 2012